# Родичев, Фёдор Измайлович
Фёдор Изма́йлович Ро́дичев (1854, Петербург, по другим данным — деревня Вятка Весьегонского уезда Тверской губернии — 28 февраля 1933, Лозанна, Швейцария) — русский земский и политический деятель, последователь либерализма, адвокат. Один из основателей партии кадетов, член всех четырёх созывов Государственной думы (1906—1917).

## Биография

### Семья
Происходил из дворянской семьи. Родился 9 февраля 1854 года. Отец — Измаил Дмитриевич, был гласным Тверского губернского земского собрания. Мать — Софья Николаевна, урождённая Ушакова.

### Образование и молодость
После окончания реальных классов 7-й Санкт-Петербургской гимназии сдал дополнительный экзамен по латинскому языку и поступил на физико-математический факультет Санкт-Петербургского университета.
Окончил естественное отделение физико-математического факультета (1874) и юридический факультет Санкт-Петербургского университета (1876). Был горячим поклонником А. И. Герцена. В 1876 году отправился добровольцем на войну сербов и черногорцев против турок. Позднее вспоминал: «Летом 1876 я поехал волонтёром за Дунай отыскивать свободу. Мне всё мерещились Лафайет или Костюшко. Я считал, что дело свободы славянской есть дело свободы русской».

### Земский деятель
В 1877—1895 годах жил в своём имении в Тверской губернии, был гласным Тверского губернского земства (одного из самых либеральных в России). С 1878 года исполнял обязанности мирового судьи. В 1879—1891 гг. — предводитель дворянства Весьегонского уезда, вышел в отставку после введения института земских начальников. В 1891 году был избран председателем Тверской губернской земской управы, но не утверждён министром внутренних дел. В том же году по его инициативе весьегонское земство приняло постановление о введении всеобщего обучения. В 1895 году был выбран для участия в приёме Николаем II представителей сословий, но не был допущен к императору как оппозиционер. Тогда же лишён права участвовать в общественной деятельности (до 1904) за участие в подготовке адреса тверского земства о желательности введения народного представительства (реакцией царя на этот адрес были известные слова о «бессмысленных мечтаниях», означавшие невозможность компромисса либеральных земцев с властью).

### Адвокат, либеральный политик
С 1898 года занимался адвокатской практикой в Петербурге в качестве присяжного поверенного, сотрудничал в либеральном журнале «Право». В 1901 году был выслан из Петербурга за подписание протеста по поводу избиения студентов во время демонстрации на Казанской площади 4 марта того же года. Вернулся в Петербург осенью 1902 года. Был одним из создателей журнала «Освобождение», активный деятель Союза освобождения, Союза земцев-конституционалистов. В 1904 году был в числе организаторов оппозиционной «банкетной кампании» и земских съездов, являлся активным сторонником конституционной монархии.
Осенью 1905 года стал одним из основателей Конституционно-демократической партии (Партии народной свободы), с января 1906 года был членом её Центрального комитета.

### Член Государственной думы

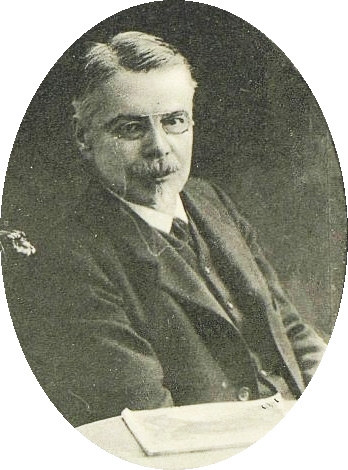
Ф. И. Родичев, 1910

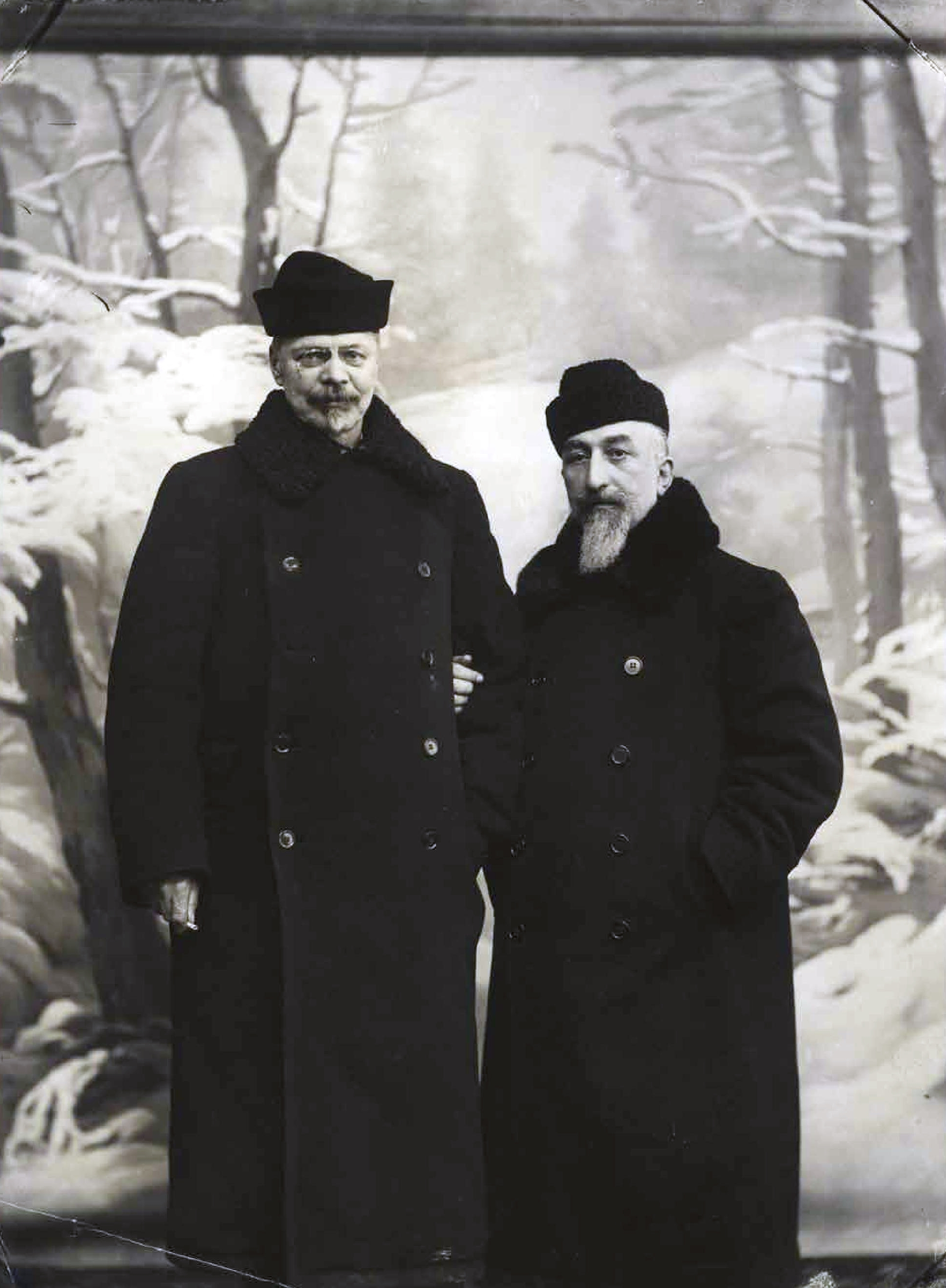
Депутаты III Государственной Думы Ф. И. Родичев и А. Н. Лихачёв

Избирался в Государственную думу всех четырёх созывов. Во время роспуска Первой Думы находился в Лондоне на конгрессе Межпарламентского союза и поэтому не смог подписать Выборгское воззвание. Присоединился к нему позднее, что не повлекло за собой привлечения к суду (поэтому, в отличие от подписавших воззвание депутатов, он не был ограничен в политических правах). Во Второй Думе работал в комиссии по реформе местного суда, в Третьей — в бюджетной и продовольственной комиссиях, в Четвёртой — в комиссиях по местному самоуправлению и продовольственной.

Считался одним из лучших российских думских ораторов, за темпераментные выступления был прозван «первым тенором» кадетской партии. По мнению современников, 
 его красноречие — бурное и страстное; его речь богата красивыми оборотами, яркими образами и поражает иногда меткостью иронии; при умеренной жестикуляции, Родичев прекрасно умеет пользоваться богатыми ресурсами своего голоса, звучного и способного к модуляциям.

С августа 1915 г. член Прогрессивного блока.

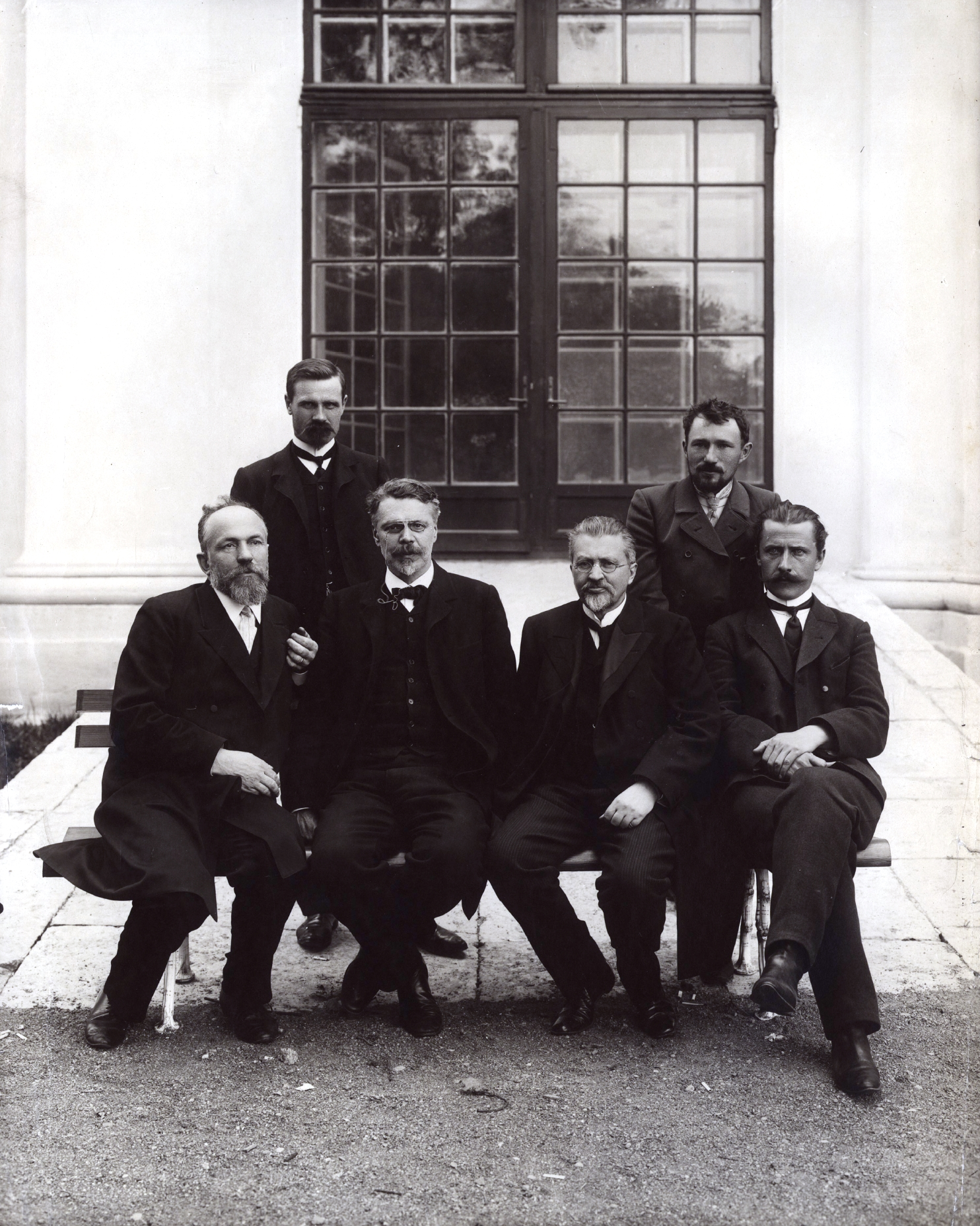
Депутаты I Государственной Думы от Тверской губернии (сидят слева направо) А. С. Медведев, Ф. И. Родичев, И. И. Петрункевич, М. И. Масленников, (стоят слева направо) В. Е. Карандашев, Н. И. Ромашёв

#### Инцидент с В. А. Гурко

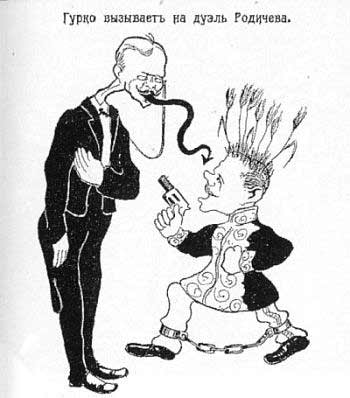
Карикатура «Гурко вызывает на дуэль Родичева». Из газет того времени.

В мае 1907 года во время выступления в Государственной думе Ф. И. Родичев в оскорбительном тоне отозвался о поведении В. А. Гурко, товарища министра внутренних дел (П. А. Столыпина). Гурко в этот период обвинялся в заключении невыгодной государству тайной сделки о поставке зерна с купцом Эриком Лидвалем (см. Дело Гурко-Лидваля), но приговор суда пока объявлен не был. В. И. Гурко публично вызвал Родичева на дуэль, но Родичев на это ответил, что до оправдания Гурко судом дуэль невозможна. Тогда Гурко печатно назвал Родичева трусом, но в ответ получил лишь молчание. Тогда за Гурко заступился депутат Думы В. В. Шульгин, который также публично вызвал Родичева на дуэль, но и он ответа не получил.
17 сентября 1907 года, по приговору Судебного присутствия уголовного кассационного департамента Сената, В. А. Гурко был отставлен от службы по обвинению в «превышении власти и нерадении в отправлении должности».

#### Инцидент с П. А. Столыпиным
Широкую известность получил инцидент с участием Ф. И. Родичева и председателя Совета министров П. А. Столыпина на заседании Третьей Думы 17 ноября 1907. Выступление Родичева о военно-полевых судах было встречено правооктябристским большинством Думы резко негативно и постоянно прерывалось выкриками из зала. В этой ситуации оратор начал терять самообладание и в одном из пассажей назвал виселицу «столыпинским галстуком» — выражением, которое в дальнейшем стало крылатым.

Вот почему мы защитники порядка (смех в зале), закона и власти... (Шум. Звонок Председателя) Да, господа, я вам скажу более: в то время, когда русская власть находилась в борьбе с эксцессами революции, только одно средство видели, один палладиум в том, что господин Пуришкевич называет муравьёвским воротником и что его потомки назовут, быть может, столыпинским галстуком... (Оглушительный и продолжительный шум, возгласы: «Довольно! Довольно! Долой! Вон!» Звонок Председателя).— Родичев Ф. И. Обсуждение выступления Председателя Совета министров П. А. Столыпина (Из стенограммы заседания 17 ноября 1907 года)
Находившийся в зале Столыпин демонстративно покинул заседание и вызвал Родичева на дуэль. В ответ Родичев принёс Столыпину личные извинения, сказав, что он совершенно не имел в виду оскорбить главу кабинета и искренне раскаивается в своих выражениях, которые не так были поняты и просит его извинить. Столыпин извинения принял, но руки депутату при этом не подал. Инцидент привёл к лишению Родичева права участвовать в работе Думы на 15 заседаний.

### Деятельность в 1917—1920
После Февральской революции, в марте — мае 1917 был комиссаром Временного правительства по делам Финляндии, выступал против её свободного отделения от России.
Входил в состав Чрезвычайной следственной комиссии, старался по возможности отстаивать в Комиссии справедливость, но присутствовал на заседаниях редко.
Выступал за ведение войны до победного конца, сторонник организации блока кадетов с казачеством на выборах в Учредительное собрание. Поддержал выступление генерала Л. Г. Корнилова. В октябре 1917 — член Временного совета Российской республики. В 1917 был избран членом Учредительного собрания. После захвата власти большевиками подвергался аресту. Проживал в Петрограде, скрываясь на квартирах друзей.
В сентябре 1918 г. выехал на Юг России, был членом Совета государственного объединения России и Всероссийского Национального центра. В 1919 г. был направлен командованием Добровольческой армии в Сербию, где агитировал за создание сербских легионов для участия в борьбе против большевиков. В 1920 г. был представителем Добровольческой армии в Польше.

### В эмиграции
В эмиграции жил в Париже, был товарищем председателя парижской группы Партии народной свободы. Затем переехал в Лозанну, отошёл от политической деятельности. Сильно нуждался, получал пособие Красного Креста и материальную помощь от друзей. Умер 28 февраля 1933 года в Лозанне.